# Tianzhou
La Tianzhou (in cinese 天舟, letteralmente Nave Celeste), è una navetta dell'Agenzia Spaziale Cinese (CNSA), sviluppata a partire dal laboratorio orbitale Tiangong 1, con lo scopo di rifornire la stazione spaziale Tiangong. Il primo lancio della Tianzhou è avvenuto il 20 aprile 2017 verso la Tiangong 2 per dimostrare la capacità di trasferire fluidi autonomamente verso la futura stazione spaziale.

## Design
La Tianzhou è stata sviluppata dal design del laboratorio orbitale Tiangong 1, simile al successore Tiangong 2, e ne sono state sviluppate tre diverse varianti: pressurizzata, semi-pressurizzata o depressurizzata, in modo da poter portare ogni tipo di carico verso la stazione spaziale, solo internamente nel caso della versione pressurizzata, internamente ed esternamente nella versione semi-pressurizzata e solo esternamente nella versione depressurizzata. 
La Tianzhou è composta da due sezioni: 
- un modulo di servizio che contiene i motori principali, i motori RCS ed i pannelli solari;
- il modulo pressurizzato che termina con il portello di attracco frontale.

La navetta è lunga 10,4 m ed ha un diametro di 3,35 m, mentre il modulo di servizio ha un diametro ridotto di 2,8 m, ha un peso a vuoto di 7 t e può portare un carico di 6,5 t, limitato dalle capacità del razzo Lunga Marcia 7.

## Utilizzo
La Tianzhou è stata creata per il rifornimento di materie prime per la futura stazione spaziale dell'Agenzia Spaziale Cinese, ed è in grado di raggiungere in modo quasi completamente autonomo una stazione spaziale, e di agganciarsi in modo automatico ad essa. La Tianzhou è certificata per una durata in orbita di sei mesi al massimo, e può volare liberamente per tre mesi. Per concludere le missioni, la Tianzhou effettuerà un rientro distruttivo nell'atmosfera terrestre.

## Versioni
| Tipo               | Carico |
| ------------------ | --- |
| Pressurizzata      | Versione standard, fino a 6,5 t di carico all'interno |
| Semi-pressurizzata | Una sezione posteriore del modulo pressurizzato viene trasformato in una piattaforma a cui possono essere attaccati carichi esterni, mentre la parte anteriore del modulo viene mantenuta pressurizzata per il trasporto di carichi all'interno |
| Depressurizzata    | Il modulo pressurizzato viene totalmente trasformato in una piattaforma per carichi esterni, in grado di trasportare oggetti lunghi fino a 4 m e larghi fino a 3 m, dal peso massimo di 5 t                                                     |

## Missioni
| Numero | Missione   | Lancio (UTC)         | Lanciatore     | Piattaforma di lancio                             | Destinazione                                                  | Destinazione         | Destinazione           | Rientro (UTC)            | Note                                                                        |
| Numero | Missione   | Lancio (UTC)         | Lanciatore     | Piattaforma di lancio                             | Stazione / Porta                                              | Aggancio (UTC)       | Distacco (UTC)         | Rientro (UTC)            | Note                                                                        |
| ------ | ---------- | -------------------- | -------------- | ------------------------------------------------- | ------------------------------------------------------------- | -------------------- | ---------------------- | ------------------------ | --------------------------------------------------------------------------- |
| 1      | Tianzhou 1 | 20 aprile 2017 11:41 | Lunga Marcia 7 | Centro spaziale di Wenchang Complesso di lancio 2 | Tiangong 2 porta anteriore                                    | 22 aprile 2017 4:16  | 17 settembre 2017 8:15 | 22 settembre 2017 ~10:00 | Primo volo della Tianzhou e primo volo di rifornimento verso la Tiangong 2. |
| 2      | Tianzhou 2 | 29 maggio 2021 12:55 | Lunga Marcia 7 | Centro spaziale di Wenchang Complesso di lancio 2 | stazione spaziale Tiangong porta posteriore del modulo Tianhe | 29 maggio 2021 21:01 |                        |                          | Primo volo di rifornimento verso la stazione spaziale Tiangong.             |